# Scotinomys
Scotinomys es un género de roedores que pertenecen a la familia Cricetidae. Agrupa a 2 especies nativas de América Central.

## Especies
Se reconocen las siguientes especies:
- Scotinomys teguina (Alston, 1877)
- Scotinomys xerampelinus (Bangs, 1902)